# بيتر سبنسر
بيتر سبنسر (بالإنجليزية: Peter Spencer)‏ هو فلاح أسترالي، ولد في عقد 1940.